# Håkan Svedman
Nils Håkan Svedman, född 30 januari 1966 i Gamla Uppsala församling i Uppsala län, är en svensk direktör.
Håkan Svedman kom till Ikea 1994, där han efter en tid som säljare blev avdelningschef. Han har därefter varit varuhuschef för Ikeas varuhus i Västerås och Uppsala samt Store coach i Sverige. Sedan var han landchef i Danmark. År 2013 blev han Sverigechef efter Peter Agnefjäll. Sedan augusti 2021 är Håkan presenterad som ny klubbdirektör i Brynäs IF (ishockey). En roll han tillträdde i oktober 2021.